# Coloriuris
Coloriuris es un sistema internacional de gestión y cesión de derechos de autor, con validez legal mundial y con efectos legales de registro en 25 países (Argentina, Bolivia, Brasil, Chile, Colombia, Costa Rica, Cuba, Ecuador, El Salvador, España, Estados Unidos, Francia, Guatemala, Honduras, Inglaterra, Irlanda, México, Nicaragua, Panamá, Paraguay, Perú, Portugal, República Dominicana, Uruguay y Venezuela), que garantiza, a través de un contrato legalmente celebrado entre dos partes, que, de darse una indebida utilización de los contenidos objeto de la cesión de forma contraria a la que ha dispuesto, su titular tendrá una herramienta jurídica que podrá esgrimir ante los tribunales contra el infractor. Todo ello, garantizado con la imparcialidad, respecto al cedente y cesionario, de un Prestador Cualificado de Servicios de Confianza (también denominado “notario digital” en algunos países iberoamericamos), quien guardará copia de los contratos de cesión de derechos celebrados.
Coloriuris es, asimismo, el primer Prestador de Servicios de Confianza privado en obtener la cualificación del supervisor español en el servicio de emisión de sellos electrónicos de tiempo (timestamping) que disfrutan de una presunción de exactitud de la fecha y hora que indican y de la integridad de los datos a los que la fecha y hora estén vinculadas (artículo 41 Reglamento eIDAS)

## Historia
El sistema, que nació en Zaragoza (Aragón - España), fue creado en el año 2005 por el abogado Pedro Canut, quien, entre sus objetivos, planteó al sistema como un mecanismo de cesión de derechos: "que respondiese a las inquietudes de la Sociedad Red; desde la perspectiva del derecho continental; con respeto a los derechos morales de los autores y con vocación de fomentar la libre circulación de la cultura", esto a través de un sustento legal sólido como lo son los contratos, obteniendo así un papel importante en la protección y promoción de los derechos de autor frente a otras iniciativas, en cualquier caso, partiendo del derecho de tradición jurídica continental de estirpe romana.
En noviembre de 2005, ColorIURIS puso en operación su sistema en Nicaragua, Panamá y España, siendo estos tres los primeros países en los que las cesiones estaban a disposición, y aunque la órbita de acción crecería a un ritmo elevado, solo sería cuestión de unas semanas para ver al sistema presente en 13 países a finales del mismo mes, a partir de entonces ColorIURIS se ha mantenido en constante crecimiento, experimentado cambios importantes que han buscado adecuarse a un derecho de autor de la mano de la Cultura Libre en permanente proceso de crecimiento y evolución.
En mayo de 2008, con motivo de la entrada en vigor de la Ley 30/2007, de 30 de octubre, de Contratos del Sector Público, crearon el servicio de "perfil del contratante", que se adecúa a las exigencias de la legislación vigente al contar con un protocolo de fehaciencia de fecha y hora de inicio de la publicación en el sitio web de la administración (o ente obligado por la Ley) de la información relativa a la contratación administrativa, tales como los anuncios de licitación, las adjudicaciones provisionales y definitivas y los pliegos de contratación.
En el año 2010, Coloriuris desarrolló las patentes P 201031158 y P 2303422 creando los servicios "envíosCertificados", "actaContratación", "actaNavegación" y "actaRegistro", constituyéndose en Autoridad de Sellado de Tiempo (TSA - Time Stamping Authority) en el curso del mismo año.
Tres años más tarde, en abril de 2014, se constituye en Prestador de Servicios de Certificación reconocido, conforme a la normativa vigente (Directiva U.E. De firma-e), y en el mes de septiembre de 2017 obtiene la cualificación en el servicio de emisión de sellos electrónicos de tiempo conforme al Reglamento U.E. 910/2014, de 23 de julio (Reglamento eIDAS).
En enero de 2020 lanza la primera blockchain con sellos electrónicos de tiempo cualificados.

## Funcionamiento del sistema de autogestión de derechos de autor
Según se establece desde la Organización Mundial de la Propiedad Intelectual (OMPI), «Un acuerdo de licencia es una asociación (un contrato) entre un titular de derechos de propiedad intelectual (licenciante) y otra persona que recibe la autorización de utilizar dichos derechos (licenciatario) a cambio de un pago convenido de antemano (tasa o regalía)», aunque también pueden tener carácter gratuito.
El sistema funciona mediante la combinación de herramientas informáticas y jurídicas que garanticen los efectos legales de las cesiones de derechos en los países de origen de los autores, conforme al artículo 27 de la Declaración Universal de Derechos Humanos, y con respeto al Convenio de Berna, los Tratados Internet de la O.M.P.I. de 1996, la normativa de U.E. y la legislación nacional de los respectivos Estados con efectos legales para creadores de los países anteriormente mencionados, respetando los derechos morales de autor y explicitando la cesión de derechos de explotación a fin de lograr una mayor difusión de la cultura mediante acuerdos de licencia en línea, existiendo diferentes posibilidades de usarlos, a elección de los titulares de los derechos, en función de donde esté alojado el contenido y en qué condiciones desea cederlo.

## Funcionamiento del sellado de tiempo
Generación de los sellos electrónicos de tiempo
El sello de tiempo se genera a partir de la petición https GET/POST del cliente a la TSA para un documento  electrónico o una transacción electrónica.
En un primer momento se generará un resumen hash en la máquina cliente conforme a los algoritmos soportados por la TSA. Esta generará un sello de tiempo incluyendo el hash y la fecha y hora obtenida de una fuente de tiempo fiable (ROA) y la firma de CIPSC.
Se envía el sello de tiempo al solicitante mediante protocolo https GET/POST.
La TSA podrá custodiar los sellos emitidos en su BDD o bien entregarlos al solicitante.
Verificación de los sellos electrónicos de tiempo
Es el proceso por el que se comprueba que un sello de tiempo es válido.
El solicitante realizará una petición conteniendo el hash/ documento completo y sello de tiempo a validar conforme al protocolo DSS de OASIS.
La TSA de CIPSC (Coloriuris Prestador de Servicios de Confianza) comprueba que el formato y el identificador son correctos. En el caso de incluir el resumen hash en la petición se realizará una comparación con el hash del sello de tiempo; si se incluyó un documento en la petición se calculará el resumen del algoritmo hash  del sello de tiempo y después se verificará con el resumen presente en el sello.
A continuación se verifica la firma del sello y la validez del certificado que firma el sello de tiempo.
Con el resultado del proceso la TSA generará la respuesta incluyendo el resultado (OK/ KO).

## Destinatarios
El sistema de autogestión de derechos de autor Coloriuris está destinado a los creadores de contenidos –bitácoras, sitios web; así como literarios, musicales, audiovisuales, fotográficos, etc.– que utilizan Internet para su difusión, publicación y/o puesta a disposición, y que quieran ceder todo o parte de los derechos patrimoniales de sus creaciones, en función de lo que dispongan (derechos de reproducción, de distribución, de comunicación y de transformación, enmarcados en ámbitos temporales y territoriales determinados) dentro y fuera de la red, con o sin contraprestación económica.
Los servicios sustentados en sellos electrónicos de tiempo Coloriuris están destinados o toda persona física o jurídica que precise acreditar de forma fehaciente con efectos ante los Tribunales de Justicia una transacción electrónica (como por ejemplo notificaciones y contratos entre otros) o la realidad de un dato electrónico en fecha cierta (páginas web, contenido en redes sociales y demás).

## Galardones y certificaciones
El sistema Coloriuris ha sido galardonado con diversos premios, entre los que se encuentran el Premio FICOD 2008 (Foro Internacional de Contenidos Digitales) por su contribución a la protección de los derechos de propiedad intelectual con la creación de una herramienta de autogestión de derechos de autor, o el Diploma de la Feria de Tiendas Virtuales a la tienda con mayor puntuación en SEGURIDAD, dentro del concurso a la Mejor Tienda Virtual 2010.
Coloriuris ha sido incorporada al Registro de pequeñas y medianas empresas innovadoras, cuenta con la certificación ISO/IEC 27001, está reconocida como Prestador Cualificado de Servicios de Confianza para las Transacciones Electrónicas por CERTICAR, S.L. y también con la Certificación de Seguridad de las Tecnologías de la Información CC EAL4+ BSI-DSZ-CC-0422-2008.

## Patentes
Coloriuris es titular de las patentes:
P 201031158 (sistema y procedimiento para la generación de una notificación fehaciente mediante plataforma de mensajería móvil)
EP2509020 (Method for certifying reproduction of digital content) Y licenciataria en exclusiva de la patente
P 2303422 (sistema y procedimiento de registro y certificación de la actividad y/o comunicación entre terminales)